# Norbert Strotmann
Norbert Klemens Strotmann Hoppe MSC, também Norberto Strotmann, (Riesenbeck, 14 de agosto de 1946) teólogo e professor universitário. Ele é Bispo da Diocese de Chosica, no leste da capital peruana, Lima, desde 1996.
Em 1966, Strotmann se formou no Kardinal-von-Galen-Gymnasium em Hiltrup, que na época era operado pela província do norte da Alemanha da Herz-Jesu-Missionären, os chamados "Missionários Hiltruper". Em 1967 Strotmann juntou-se aos Missionários do Sagrado Coração e estudou filosofia e teologia na Faculdade de Teologia da Universidade de Innsbruck e na Universidade do Ruhr Bochum. Já durante seus estudos, Strotmann havia feito trabalho missionário em Puquio, na região peruana de Ayacucho, onde foi ordenado diácono em 1972. Foi ordenado sacerdote em 3 de novembro de 1973 em Puquio por Dom Luis Bambarén Gastelumendi SJ. Em 1973, Strotmann recebeu seu PhD de Julius Morel em Innsbruck com sua obra A linguagem do diálogo entre marxistas e cristãos. teológico tem um doutorado e um diploma em sociologia na Universidade de Bielefeld.
Strotmann então serviu como Superior Regional e Diretor do Seminário Missionários do Sagrado Coração no Peru. Ele também foi professor de teologia fundamental e ensino social católico na Facultad de Teologia Pontificia y Civil de Lima (FTPCL) e de 1986 a 1992 diretor do Centro de Investigaciones Teológicas (CINTE). Em 1992 tornou-se reitor da FTPCL. A Santa Sé o nomeou para a Comissão Teológica Internacional em 1992.
Em 1992 foi nomeado bispo titular de Caere pelo Papa João Paulo II e nomeado bispo auxiliar na Arquidiocese de Lima. Ele próprio foi ordenado bispo em 6 de janeiro de 1993 em Roma pelo Papa João Paulo II; Os co-consagradores foram o Arcebispo Giovanni Battista Re, então Chefe da Secretaria de Estado e depois Cardeal da Cúria, e o Arcebispo Justin Francis Rigali, então Secretário da Congregação para os Bispos e depois Cardeal. O lema de Strotmann é Fides per caritatem ("Acredite no amor").
Em dezembro de 1996, Strotmann foi nomeado pela primeira vez Administrador Apostólico e em janeiro de 1997 nomeado o primeiro bispo da recém-fundada Diocese de Chosica, que inclui os distritos orientais da capital peruana Lima.
Em 1992, Stotmann tornou-se membro do Grupo de Reflexión Teológica da Conferência Episcopal Latino-Americana (CELAM) e mais tarde outros compromissos. Desde 2007 é responsável pela seção de educação superior da Conferência Episcopal Latino-Americana (CELAM) na subárea de cultura e educação, que inclui principalmente as numerosas universidades católicas da América Latina. É membro da Comissão para a Doutrina da Fé e da Comissão de Ação Social da Conferência Episcopal Peruana.
Strotmann publicou vários trabalhos acadêmicos e livros sobre o tema do ensino social na América do Sul. Entre outras coisas, ele está envolvido no ensino social cristão no âmbito de seminários da Fundação Konrad-Adenauer e outras conferências internacionais. Strotmann está particularmente comprometido com questões sobre o futuro da América Latina.
Ele relata regularmente seu trabalho em sua diocese, que recebe apoio material e pessoal de sua ordem, na Hiltruper Monatshefte, a revista dos missionários Hiltruper.